# Novo Selo (kommunhuvudort)
Novo Selo (makedonska: Ново Село, turkiska: Yeniköy) är en ort i Nordmakedonien.   Den är huvudort i kommunen med samma namn, i den östra delen av landet, 140 km sydost om huvudstaden Skopje. Novo Selo ligger 239 meter över havet och antalet invånare är 11 818.